# Karl Behting
Karl Behting, in lettone Kārlis Bētiņš (Bērzmuiža, 27 ottobre 1867 – Riga, 28 marzo 1943), è stato uno scacchista e compositore di scacchi lettone.
È considerato il fondatore della scuola scacchistica lettone. Tra i migliori risultati come giocatore il terzo posto dopo  Hermanis Matisons e Fricis Apšenieks nel primo campionato lettone (Riga, 1924). Fece parte della squadra lettone nella prima Olimpiade (non ufficiale) di Parigi 1924, dove realizzò +7 –4 =2.
È ricordato però soprattutto come compositore di studi e di problemi. Assieme al fratello Jan (1856–1945), a Troitzky e ai fratelli Platov è stato un tipico rappresentante della "scuola classica" di composizione.
Diresse per molti anni la rivista « Baltische Schachblätter ».
Esplorò con altri giocatori lettoni l'apertura 1. e4 e5 2. Cf3 f5, prececedentemente nota come "gambetto Greco" (da Gioacchino Greco, che per primo la utilizzò con successo). Nel congresso del 1937 la FIDE ne ha ufficializzato il nome in gambetto lettone.
Due sue composizioni:
|   | a | b | c | d | e | f | g | h |   |
| 8 | h6 pedone del nero · d5 re del bianco · e5 cavallo del bianco · f5 cavallo del bianco · h5 re del nero · c4 pedone del nero · h4 pedone del nero · d2 pedone del bianco · g2 pedone del nero | h6 pedone del nero · d5 re del bianco · e5 cavallo del bianco · f5 cavallo del bianco · h5 re del nero · c4 pedone del nero · h4 pedone del nero · d2 pedone del bianco · g2 pedone del nero | h6 pedone del nero · d5 re del bianco · e5 cavallo del bianco · f5 cavallo del bianco · h5 re del nero · c4 pedone del nero · h4 pedone del nero · d2 pedone del bianco · g2 pedone del nero | h6 pedone del nero · d5 re del bianco · e5 cavallo del bianco · f5 cavallo del bianco · h5 re del nero · c4 pedone del nero · h4 pedone del nero · d2 pedone del bianco · g2 pedone del nero | h6 pedone del nero · d5 re del bianco · e5 cavallo del bianco · f5 cavallo del bianco · h5 re del nero · c4 pedone del nero · h4 pedone del nero · d2 pedone del bianco · g2 pedone del nero | h6 pedone del nero · d5 re del bianco · e5 cavallo del bianco · f5 cavallo del bianco · h5 re del nero · c4 pedone del nero · h4 pedone del nero · d2 pedone del bianco · g2 pedone del nero | h6 pedone del nero · d5 re del bianco · e5 cavallo del bianco · f5 cavallo del bianco · h5 re del nero · c4 pedone del nero · h4 pedone del nero · d2 pedone del bianco · g2 pedone del nero | h6 pedone del nero · d5 re del bianco · e5 cavallo del bianco · f5 cavallo del bianco · h5 re del nero · c4 pedone del nero · h4 pedone del nero · d2 pedone del bianco · g2 pedone del nero | 8 |
| 7 | h6 pedone del nero · d5 re del bianco · e5 cavallo del bianco · f5 cavallo del bianco · h5 re del nero · c4 pedone del nero · h4 pedone del nero · d2 pedone del bianco · g2 pedone del nero | h6 pedone del nero · d5 re del bianco · e5 cavallo del bianco · f5 cavallo del bianco · h5 re del nero · c4 pedone del nero · h4 pedone del nero · d2 pedone del bianco · g2 pedone del nero | h6 pedone del nero · d5 re del bianco · e5 cavallo del bianco · f5 cavallo del bianco · h5 re del nero · c4 pedone del nero · h4 pedone del nero · d2 pedone del bianco · g2 pedone del nero | h6 pedone del nero · d5 re del bianco · e5 cavallo del bianco · f5 cavallo del bianco · h5 re del nero · c4 pedone del nero · h4 pedone del nero · d2 pedone del bianco · g2 pedone del nero | h6 pedone del nero · d5 re del bianco · e5 cavallo del bianco · f5 cavallo del bianco · h5 re del nero · c4 pedone del nero · h4 pedone del nero · d2 pedone del bianco · g2 pedone del nero | h6 pedone del nero · d5 re del bianco · e5 cavallo del bianco · f5 cavallo del bianco · h5 re del nero · c4 pedone del nero · h4 pedone del nero · d2 pedone del bianco · g2 pedone del nero | h6 pedone del nero · d5 re del bianco · e5 cavallo del bianco · f5 cavallo del bianco · h5 re del nero · c4 pedone del nero · h4 pedone del nero · d2 pedone del bianco · g2 pedone del nero | h6 pedone del nero · d5 re del bianco · e5 cavallo del bianco · f5 cavallo del bianco · h5 re del nero · c4 pedone del nero · h4 pedone del nero · d2 pedone del bianco · g2 pedone del nero | 7 |
| 6 | h6 pedone del nero · d5 re del bianco · e5 cavallo del bianco · f5 cavallo del bianco · h5 re del nero · c4 pedone del nero · h4 pedone del nero · d2 pedone del bianco · g2 pedone del nero | h6 pedone del nero · d5 re del bianco · e5 cavallo del bianco · f5 cavallo del bianco · h5 re del nero · c4 pedone del nero · h4 pedone del nero · d2 pedone del bianco · g2 pedone del nero | h6 pedone del nero · d5 re del bianco · e5 cavallo del bianco · f5 cavallo del bianco · h5 re del nero · c4 pedone del nero · h4 pedone del nero · d2 pedone del bianco · g2 pedone del nero | h6 pedone del nero · d5 re del bianco · e5 cavallo del bianco · f5 cavallo del bianco · h5 re del nero · c4 pedone del nero · h4 pedone del nero · d2 pedone del bianco · g2 pedone del nero | h6 pedone del nero · d5 re del bianco · e5 cavallo del bianco · f5 cavallo del bianco · h5 re del nero · c4 pedone del nero · h4 pedone del nero · d2 pedone del bianco · g2 pedone del nero | h6 pedone del nero · d5 re del bianco · e5 cavallo del bianco · f5 cavallo del bianco · h5 re del nero · c4 pedone del nero · h4 pedone del nero · d2 pedone del bianco · g2 pedone del nero | h6 pedone del nero · d5 re del bianco · e5 cavallo del bianco · f5 cavallo del bianco · h5 re del nero · c4 pedone del nero · h4 pedone del nero · d2 pedone del bianco · g2 pedone del nero | h6 pedone del nero · d5 re del bianco · e5 cavallo del bianco · f5 cavallo del bianco · h5 re del nero · c4 pedone del nero · h4 pedone del nero · d2 pedone del bianco · g2 pedone del nero | 6 |
| 5 | h6 pedone del nero · d5 re del bianco · e5 cavallo del bianco · f5 cavallo del bianco · h5 re del nero · c4 pedone del nero · h4 pedone del nero · d2 pedone del bianco · g2 pedone del nero | h6 pedone del nero · d5 re del bianco · e5 cavallo del bianco · f5 cavallo del bianco · h5 re del nero · c4 pedone del nero · h4 pedone del nero · d2 pedone del bianco · g2 pedone del nero | h6 pedone del nero · d5 re del bianco · e5 cavallo del bianco · f5 cavallo del bianco · h5 re del nero · c4 pedone del nero · h4 pedone del nero · d2 pedone del bianco · g2 pedone del nero | h6 pedone del nero · d5 re del bianco · e5 cavallo del bianco · f5 cavallo del bianco · h5 re del nero · c4 pedone del nero · h4 pedone del nero · d2 pedone del bianco · g2 pedone del nero | h6 pedone del nero · d5 re del bianco · e5 cavallo del bianco · f5 cavallo del bianco · h5 re del nero · c4 pedone del nero · h4 pedone del nero · d2 pedone del bianco · g2 pedone del nero | h6 pedone del nero · d5 re del bianco · e5 cavallo del bianco · f5 cavallo del bianco · h5 re del nero · c4 pedone del nero · h4 pedone del nero · d2 pedone del bianco · g2 pedone del nero | h6 pedone del nero · d5 re del bianco · e5 cavallo del bianco · f5 cavallo del bianco · h5 re del nero · c4 pedone del nero · h4 pedone del nero · d2 pedone del bianco · g2 pedone del nero | h6 pedone del nero · d5 re del bianco · e5 cavallo del bianco · f5 cavallo del bianco · h5 re del nero · c4 pedone del nero · h4 pedone del nero · d2 pedone del bianco · g2 pedone del nero | 5 |
| 4 | h6 pedone del nero · d5 re del bianco · e5 cavallo del bianco · f5 cavallo del bianco · h5 re del nero · c4 pedone del nero · h4 pedone del nero · d2 pedone del bianco · g2 pedone del nero | h6 pedone del nero · d5 re del bianco · e5 cavallo del bianco · f5 cavallo del bianco · h5 re del nero · c4 pedone del nero · h4 pedone del nero · d2 pedone del bianco · g2 pedone del nero | h6 pedone del nero · d5 re del bianco · e5 cavallo del bianco · f5 cavallo del bianco · h5 re del nero · c4 pedone del nero · h4 pedone del nero · d2 pedone del bianco · g2 pedone del nero | h6 pedone del nero · d5 re del bianco · e5 cavallo del bianco · f5 cavallo del bianco · h5 re del nero · c4 pedone del nero · h4 pedone del nero · d2 pedone del bianco · g2 pedone del nero | h6 pedone del nero · d5 re del bianco · e5 cavallo del bianco · f5 cavallo del bianco · h5 re del nero · c4 pedone del nero · h4 pedone del nero · d2 pedone del bianco · g2 pedone del nero | h6 pedone del nero · d5 re del bianco · e5 cavallo del bianco · f5 cavallo del bianco · h5 re del nero · c4 pedone del nero · h4 pedone del nero · d2 pedone del bianco · g2 pedone del nero | h6 pedone del nero · d5 re del bianco · e5 cavallo del bianco · f5 cavallo del bianco · h5 re del nero · c4 pedone del nero · h4 pedone del nero · d2 pedone del bianco · g2 pedone del nero | h6 pedone del nero · d5 re del bianco · e5 cavallo del bianco · f5 cavallo del bianco · h5 re del nero · c4 pedone del nero · h4 pedone del nero · d2 pedone del bianco · g2 pedone del nero | 4 |
| 3 | h6 pedone del nero · d5 re del bianco · e5 cavallo del bianco · f5 cavallo del bianco · h5 re del nero · c4 pedone del nero · h4 pedone del nero · d2 pedone del bianco · g2 pedone del nero | h6 pedone del nero · d5 re del bianco · e5 cavallo del bianco · f5 cavallo del bianco · h5 re del nero · c4 pedone del nero · h4 pedone del nero · d2 pedone del bianco · g2 pedone del nero | h6 pedone del nero · d5 re del bianco · e5 cavallo del bianco · f5 cavallo del bianco · h5 re del nero · c4 pedone del nero · h4 pedone del nero · d2 pedone del bianco · g2 pedone del nero | h6 pedone del nero · d5 re del bianco · e5 cavallo del bianco · f5 cavallo del bianco · h5 re del nero · c4 pedone del nero · h4 pedone del nero · d2 pedone del bianco · g2 pedone del nero | h6 pedone del nero · d5 re del bianco · e5 cavallo del bianco · f5 cavallo del bianco · h5 re del nero · c4 pedone del nero · h4 pedone del nero · d2 pedone del bianco · g2 pedone del nero | h6 pedone del nero · d5 re del bianco · e5 cavallo del bianco · f5 cavallo del bianco · h5 re del nero · c4 pedone del nero · h4 pedone del nero · d2 pedone del bianco · g2 pedone del nero | h6 pedone del nero · d5 re del bianco · e5 cavallo del bianco · f5 cavallo del bianco · h5 re del nero · c4 pedone del nero · h4 pedone del nero · d2 pedone del bianco · g2 pedone del nero | h6 pedone del nero · d5 re del bianco · e5 cavallo del bianco · f5 cavallo del bianco · h5 re del nero · c4 pedone del nero · h4 pedone del nero · d2 pedone del bianco · g2 pedone del nero | 3 |
| 2 | h6 pedone del nero · d5 re del bianco · e5 cavallo del bianco · f5 cavallo del bianco · h5 re del nero · c4 pedone del nero · h4 pedone del nero · d2 pedone del bianco · g2 pedone del nero | h6 pedone del nero · d5 re del bianco · e5 cavallo del bianco · f5 cavallo del bianco · h5 re del nero · c4 pedone del nero · h4 pedone del nero · d2 pedone del bianco · g2 pedone del nero | h6 pedone del nero · d5 re del bianco · e5 cavallo del bianco · f5 cavallo del bianco · h5 re del nero · c4 pedone del nero · h4 pedone del nero · d2 pedone del bianco · g2 pedone del nero | h6 pedone del nero · d5 re del bianco · e5 cavallo del bianco · f5 cavallo del bianco · h5 re del nero · c4 pedone del nero · h4 pedone del nero · d2 pedone del bianco · g2 pedone del nero | h6 pedone del nero · d5 re del bianco · e5 cavallo del bianco · f5 cavallo del bianco · h5 re del nero · c4 pedone del nero · h4 pedone del nero · d2 pedone del bianco · g2 pedone del nero | h6 pedone del nero · d5 re del bianco · e5 cavallo del bianco · f5 cavallo del bianco · h5 re del nero · c4 pedone del nero · h4 pedone del nero · d2 pedone del bianco · g2 pedone del nero | h6 pedone del nero · d5 re del bianco · e5 cavallo del bianco · f5 cavallo del bianco · h5 re del nero · c4 pedone del nero · h4 pedone del nero · d2 pedone del bianco · g2 pedone del nero | h6 pedone del nero · d5 re del bianco · e5 cavallo del bianco · f5 cavallo del bianco · h5 re del nero · c4 pedone del nero · h4 pedone del nero · d2 pedone del bianco · g2 pedone del nero | 2 |
| 1 | h6 pedone del nero · d5 re del bianco · e5 cavallo del bianco · f5 cavallo del bianco · h5 re del nero · c4 pedone del nero · h4 pedone del nero · d2 pedone del bianco · g2 pedone del nero | h6 pedone del nero · d5 re del bianco · e5 cavallo del bianco · f5 cavallo del bianco · h5 re del nero · c4 pedone del nero · h4 pedone del nero · d2 pedone del bianco · g2 pedone del nero | h6 pedone del nero · d5 re del bianco · e5 cavallo del bianco · f5 cavallo del bianco · h5 re del nero · c4 pedone del nero · h4 pedone del nero · d2 pedone del bianco · g2 pedone del nero | h6 pedone del nero · d5 re del bianco · e5 cavallo del bianco · f5 cavallo del bianco · h5 re del nero · c4 pedone del nero · h4 pedone del nero · d2 pedone del bianco · g2 pedone del nero | h6 pedone del nero · d5 re del bianco · e5 cavallo del bianco · f5 cavallo del bianco · h5 re del nero · c4 pedone del nero · h4 pedone del nero · d2 pedone del bianco · g2 pedone del nero | h6 pedone del nero · d5 re del bianco · e5 cavallo del bianco · f5 cavallo del bianco · h5 re del nero · c4 pedone del nero · h4 pedone del nero · d2 pedone del bianco · g2 pedone del nero | h6 pedone del nero · d5 re del bianco · e5 cavallo del bianco · f5 cavallo del bianco · h5 re del nero · c4 pedone del nero · h4 pedone del nero · d2 pedone del bianco · g2 pedone del nero | h6 pedone del nero · d5 re del bianco · e5 cavallo del bianco · f5 cavallo del bianco · h5 re del nero · c4 pedone del nero · h4 pedone del nero · d2 pedone del bianco · g2 pedone del nero | 1 |
|   | a | b | c | d | e | f | g | h |   |

Soluzione:
1. Rc6!

(1. Cxh4? Rxh4 2. Cf3+ Rg3 3. Cg1 h5! -+;

1. Cf3? h3 2. C5h4 h2 3. Cxg2 h1=D 4. Cgh4 Df1 5. Re4 Df2 6. Rd5 De2 7. Rd4 Rg4! 8. Rd5 h5 9. Rd4 Dxf3 -+)

1. ...g1=D

(1. ...h3 2. Cg3+ Rh4 3. Ce2 h2 4. Cf3+ Rh3 5. Cxh2 Rxh2 6. Rc5 =)

2. Cxh4!  Dh1+

|   | a | b | c | d | e | f | g | h |   |
| 8 | a8 cavallo del nero · g8 re del bianco · c7 pedone del nero · b6 pedone del nero · c6 alfiere del bianco · f6 pedone del nero · a5 alfiere del bianco · b5 cavallo del bianco · f5 pedone del nero · a4 re del nero · e4 pedone del nero · f4 torre del bianco · b3 pedone del nero · b2 pedone del nero · d2 pedone del bianco · f2 pedone del bianco · a1 alfiere del nero · b1 donna del bianco | a8 cavallo del nero · g8 re del bianco · c7 pedone del nero · b6 pedone del nero · c6 alfiere del bianco · f6 pedone del nero · a5 alfiere del bianco · b5 cavallo del bianco · f5 pedone del nero · a4 re del nero · e4 pedone del nero · f4 torre del bianco · b3 pedone del nero · b2 pedone del nero · d2 pedone del bianco · f2 pedone del bianco · a1 alfiere del nero · b1 donna del bianco | a8 cavallo del nero · g8 re del bianco · c7 pedone del nero · b6 pedone del nero · c6 alfiere del bianco · f6 pedone del nero · a5 alfiere del bianco · b5 cavallo del bianco · f5 pedone del nero · a4 re del nero · e4 pedone del nero · f4 torre del bianco · b3 pedone del nero · b2 pedone del nero · d2 pedone del bianco · f2 pedone del bianco · a1 alfiere del nero · b1 donna del bianco | a8 cavallo del nero · g8 re del bianco · c7 pedone del nero · b6 pedone del nero · c6 alfiere del bianco · f6 pedone del nero · a5 alfiere del bianco · b5 cavallo del bianco · f5 pedone del nero · a4 re del nero · e4 pedone del nero · f4 torre del bianco · b3 pedone del nero · b2 pedone del nero · d2 pedone del bianco · f2 pedone del bianco · a1 alfiere del nero · b1 donna del bianco | a8 cavallo del nero · g8 re del bianco · c7 pedone del nero · b6 pedone del nero · c6 alfiere del bianco · f6 pedone del nero · a5 alfiere del bianco · b5 cavallo del bianco · f5 pedone del nero · a4 re del nero · e4 pedone del nero · f4 torre del bianco · b3 pedone del nero · b2 pedone del nero · d2 pedone del bianco · f2 pedone del bianco · a1 alfiere del nero · b1 donna del bianco | a8 cavallo del nero · g8 re del bianco · c7 pedone del nero · b6 pedone del nero · c6 alfiere del bianco · f6 pedone del nero · a5 alfiere del bianco · b5 cavallo del bianco · f5 pedone del nero · a4 re del nero · e4 pedone del nero · f4 torre del bianco · b3 pedone del nero · b2 pedone del nero · d2 pedone del bianco · f2 pedone del bianco · a1 alfiere del nero · b1 donna del bianco | a8 cavallo del nero · g8 re del bianco · c7 pedone del nero · b6 pedone del nero · c6 alfiere del bianco · f6 pedone del nero · a5 alfiere del bianco · b5 cavallo del bianco · f5 pedone del nero · a4 re del nero · e4 pedone del nero · f4 torre del bianco · b3 pedone del nero · b2 pedone del nero · d2 pedone del bianco · f2 pedone del bianco · a1 alfiere del nero · b1 donna del bianco | a8 cavallo del nero · g8 re del bianco · c7 pedone del nero · b6 pedone del nero · c6 alfiere del bianco · f6 pedone del nero · a5 alfiere del bianco · b5 cavallo del bianco · f5 pedone del nero · a4 re del nero · e4 pedone del nero · f4 torre del bianco · b3 pedone del nero · b2 pedone del nero · d2 pedone del bianco · f2 pedone del bianco · a1 alfiere del nero · b1 donna del bianco | 8 |
| 7 | a8 cavallo del nero · g8 re del bianco · c7 pedone del nero · b6 pedone del nero · c6 alfiere del bianco · f6 pedone del nero · a5 alfiere del bianco · b5 cavallo del bianco · f5 pedone del nero · a4 re del nero · e4 pedone del nero · f4 torre del bianco · b3 pedone del nero · b2 pedone del nero · d2 pedone del bianco · f2 pedone del bianco · a1 alfiere del nero · b1 donna del bianco | a8 cavallo del nero · g8 re del bianco · c7 pedone del nero · b6 pedone del nero · c6 alfiere del bianco · f6 pedone del nero · a5 alfiere del bianco · b5 cavallo del bianco · f5 pedone del nero · a4 re del nero · e4 pedone del nero · f4 torre del bianco · b3 pedone del nero · b2 pedone del nero · d2 pedone del bianco · f2 pedone del bianco · a1 alfiere del nero · b1 donna del bianco | a8 cavallo del nero · g8 re del bianco · c7 pedone del nero · b6 pedone del nero · c6 alfiere del bianco · f6 pedone del nero · a5 alfiere del bianco · b5 cavallo del bianco · f5 pedone del nero · a4 re del nero · e4 pedone del nero · f4 torre del bianco · b3 pedone del nero · b2 pedone del nero · d2 pedone del bianco · f2 pedone del bianco · a1 alfiere del nero · b1 donna del bianco | a8 cavallo del nero · g8 re del bianco · c7 pedone del nero · b6 pedone del nero · c6 alfiere del bianco · f6 pedone del nero · a5 alfiere del bianco · b5 cavallo del bianco · f5 pedone del nero · a4 re del nero · e4 pedone del nero · f4 torre del bianco · b3 pedone del nero · b2 pedone del nero · d2 pedone del bianco · f2 pedone del bianco · a1 alfiere del nero · b1 donna del bianco | a8 cavallo del nero · g8 re del bianco · c7 pedone del nero · b6 pedone del nero · c6 alfiere del bianco · f6 pedone del nero · a5 alfiere del bianco · b5 cavallo del bianco · f5 pedone del nero · a4 re del nero · e4 pedone del nero · f4 torre del bianco · b3 pedone del nero · b2 pedone del nero · d2 pedone del bianco · f2 pedone del bianco · a1 alfiere del nero · b1 donna del bianco | a8 cavallo del nero · g8 re del bianco · c7 pedone del nero · b6 pedone del nero · c6 alfiere del bianco · f6 pedone del nero · a5 alfiere del bianco · b5 cavallo del bianco · f5 pedone del nero · a4 re del nero · e4 pedone del nero · f4 torre del bianco · b3 pedone del nero · b2 pedone del nero · d2 pedone del bianco · f2 pedone del bianco · a1 alfiere del nero · b1 donna del bianco | a8 cavallo del nero · g8 re del bianco · c7 pedone del nero · b6 pedone del nero · c6 alfiere del bianco · f6 pedone del nero · a5 alfiere del bianco · b5 cavallo del bianco · f5 pedone del nero · a4 re del nero · e4 pedone del nero · f4 torre del bianco · b3 pedone del nero · b2 pedone del nero · d2 pedone del bianco · f2 pedone del bianco · a1 alfiere del nero · b1 donna del bianco | a8 cavallo del nero · g8 re del bianco · c7 pedone del nero · b6 pedone del nero · c6 alfiere del bianco · f6 pedone del nero · a5 alfiere del bianco · b5 cavallo del bianco · f5 pedone del nero · a4 re del nero · e4 pedone del nero · f4 torre del bianco · b3 pedone del nero · b2 pedone del nero · d2 pedone del bianco · f2 pedone del bianco · a1 alfiere del nero · b1 donna del bianco | 7 |
| 6 | a8 cavallo del nero · g8 re del bianco · c7 pedone del nero · b6 pedone del nero · c6 alfiere del bianco · f6 pedone del nero · a5 alfiere del bianco · b5 cavallo del bianco · f5 pedone del nero · a4 re del nero · e4 pedone del nero · f4 torre del bianco · b3 pedone del nero · b2 pedone del nero · d2 pedone del bianco · f2 pedone del bianco · a1 alfiere del nero · b1 donna del bianco | a8 cavallo del nero · g8 re del bianco · c7 pedone del nero · b6 pedone del nero · c6 alfiere del bianco · f6 pedone del nero · a5 alfiere del bianco · b5 cavallo del bianco · f5 pedone del nero · a4 re del nero · e4 pedone del nero · f4 torre del bianco · b3 pedone del nero · b2 pedone del nero · d2 pedone del bianco · f2 pedone del bianco · a1 alfiere del nero · b1 donna del bianco | a8 cavallo del nero · g8 re del bianco · c7 pedone del nero · b6 pedone del nero · c6 alfiere del bianco · f6 pedone del nero · a5 alfiere del bianco · b5 cavallo del bianco · f5 pedone del nero · a4 re del nero · e4 pedone del nero · f4 torre del bianco · b3 pedone del nero · b2 pedone del nero · d2 pedone del bianco · f2 pedone del bianco · a1 alfiere del nero · b1 donna del bianco | a8 cavallo del nero · g8 re del bianco · c7 pedone del nero · b6 pedone del nero · c6 alfiere del bianco · f6 pedone del nero · a5 alfiere del bianco · b5 cavallo del bianco · f5 pedone del nero · a4 re del nero · e4 pedone del nero · f4 torre del bianco · b3 pedone del nero · b2 pedone del nero · d2 pedone del bianco · f2 pedone del bianco · a1 alfiere del nero · b1 donna del bianco | a8 cavallo del nero · g8 re del bianco · c7 pedone del nero · b6 pedone del nero · c6 alfiere del bianco · f6 pedone del nero · a5 alfiere del bianco · b5 cavallo del bianco · f5 pedone del nero · a4 re del nero · e4 pedone del nero · f4 torre del bianco · b3 pedone del nero · b2 pedone del nero · d2 pedone del bianco · f2 pedone del bianco · a1 alfiere del nero · b1 donna del bianco | a8 cavallo del nero · g8 re del bianco · c7 pedone del nero · b6 pedone del nero · c6 alfiere del bianco · f6 pedone del nero · a5 alfiere del bianco · b5 cavallo del bianco · f5 pedone del nero · a4 re del nero · e4 pedone del nero · f4 torre del bianco · b3 pedone del nero · b2 pedone del nero · d2 pedone del bianco · f2 pedone del bianco · a1 alfiere del nero · b1 donna del bianco | a8 cavallo del nero · g8 re del bianco · c7 pedone del nero · b6 pedone del nero · c6 alfiere del bianco · f6 pedone del nero · a5 alfiere del bianco · b5 cavallo del bianco · f5 pedone del nero · a4 re del nero · e4 pedone del nero · f4 torre del bianco · b3 pedone del nero · b2 pedone del nero · d2 pedone del bianco · f2 pedone del bianco · a1 alfiere del nero · b1 donna del bianco | a8 cavallo del nero · g8 re del bianco · c7 pedone del nero · b6 pedone del nero · c6 alfiere del bianco · f6 pedone del nero · a5 alfiere del bianco · b5 cavallo del bianco · f5 pedone del nero · a4 re del nero · e4 pedone del nero · f4 torre del bianco · b3 pedone del nero · b2 pedone del nero · d2 pedone del bianco · f2 pedone del bianco · a1 alfiere del nero · b1 donna del bianco | 6 |
| 5 | a8 cavallo del nero · g8 re del bianco · c7 pedone del nero · b6 pedone del nero · c6 alfiere del bianco · f6 pedone del nero · a5 alfiere del bianco · b5 cavallo del bianco · f5 pedone del nero · a4 re del nero · e4 pedone del nero · f4 torre del bianco · b3 pedone del nero · b2 pedone del nero · d2 pedone del bianco · f2 pedone del bianco · a1 alfiere del nero · b1 donna del bianco | a8 cavallo del nero · g8 re del bianco · c7 pedone del nero · b6 pedone del nero · c6 alfiere del bianco · f6 pedone del nero · a5 alfiere del bianco · b5 cavallo del bianco · f5 pedone del nero · a4 re del nero · e4 pedone del nero · f4 torre del bianco · b3 pedone del nero · b2 pedone del nero · d2 pedone del bianco · f2 pedone del bianco · a1 alfiere del nero · b1 donna del bianco | a8 cavallo del nero · g8 re del bianco · c7 pedone del nero · b6 pedone del nero · c6 alfiere del bianco · f6 pedone del nero · a5 alfiere del bianco · b5 cavallo del bianco · f5 pedone del nero · a4 re del nero · e4 pedone del nero · f4 torre del bianco · b3 pedone del nero · b2 pedone del nero · d2 pedone del bianco · f2 pedone del bianco · a1 alfiere del nero · b1 donna del bianco | a8 cavallo del nero · g8 re del bianco · c7 pedone del nero · b6 pedone del nero · c6 alfiere del bianco · f6 pedone del nero · a5 alfiere del bianco · b5 cavallo del bianco · f5 pedone del nero · a4 re del nero · e4 pedone del nero · f4 torre del bianco · b3 pedone del nero · b2 pedone del nero · d2 pedone del bianco · f2 pedone del bianco · a1 alfiere del nero · b1 donna del bianco | a8 cavallo del nero · g8 re del bianco · c7 pedone del nero · b6 pedone del nero · c6 alfiere del bianco · f6 pedone del nero · a5 alfiere del bianco · b5 cavallo del bianco · f5 pedone del nero · a4 re del nero · e4 pedone del nero · f4 torre del bianco · b3 pedone del nero · b2 pedone del nero · d2 pedone del bianco · f2 pedone del bianco · a1 alfiere del nero · b1 donna del bianco | a8 cavallo del nero · g8 re del bianco · c7 pedone del nero · b6 pedone del nero · c6 alfiere del bianco · f6 pedone del nero · a5 alfiere del bianco · b5 cavallo del bianco · f5 pedone del nero · a4 re del nero · e4 pedone del nero · f4 torre del bianco · b3 pedone del nero · b2 pedone del nero · d2 pedone del bianco · f2 pedone del bianco · a1 alfiere del nero · b1 donna del bianco | a8 cavallo del nero · g8 re del bianco · c7 pedone del nero · b6 pedone del nero · c6 alfiere del bianco · f6 pedone del nero · a5 alfiere del bianco · b5 cavallo del bianco · f5 pedone del nero · a4 re del nero · e4 pedone del nero · f4 torre del bianco · b3 pedone del nero · b2 pedone del nero · d2 pedone del bianco · f2 pedone del bianco · a1 alfiere del nero · b1 donna del bianco | a8 cavallo del nero · g8 re del bianco · c7 pedone del nero · b6 pedone del nero · c6 alfiere del bianco · f6 pedone del nero · a5 alfiere del bianco · b5 cavallo del bianco · f5 pedone del nero · a4 re del nero · e4 pedone del nero · f4 torre del bianco · b3 pedone del nero · b2 pedone del nero · d2 pedone del bianco · f2 pedone del bianco · a1 alfiere del nero · b1 donna del bianco | 5 |
| 4 | a8 cavallo del nero · g8 re del bianco · c7 pedone del nero · b6 pedone del nero · c6 alfiere del bianco · f6 pedone del nero · a5 alfiere del bianco · b5 cavallo del bianco · f5 pedone del nero · a4 re del nero · e4 pedone del nero · f4 torre del bianco · b3 pedone del nero · b2 pedone del nero · d2 pedone del bianco · f2 pedone del bianco · a1 alfiere del nero · b1 donna del bianco | a8 cavallo del nero · g8 re del bianco · c7 pedone del nero · b6 pedone del nero · c6 alfiere del bianco · f6 pedone del nero · a5 alfiere del bianco · b5 cavallo del bianco · f5 pedone del nero · a4 re del nero · e4 pedone del nero · f4 torre del bianco · b3 pedone del nero · b2 pedone del nero · d2 pedone del bianco · f2 pedone del bianco · a1 alfiere del nero · b1 donna del bianco | a8 cavallo del nero · g8 re del bianco · c7 pedone del nero · b6 pedone del nero · c6 alfiere del bianco · f6 pedone del nero · a5 alfiere del bianco · b5 cavallo del bianco · f5 pedone del nero · a4 re del nero · e4 pedone del nero · f4 torre del bianco · b3 pedone del nero · b2 pedone del nero · d2 pedone del bianco · f2 pedone del bianco · a1 alfiere del nero · b1 donna del bianco | a8 cavallo del nero · g8 re del bianco · c7 pedone del nero · b6 pedone del nero · c6 alfiere del bianco · f6 pedone del nero · a5 alfiere del bianco · b5 cavallo del bianco · f5 pedone del nero · a4 re del nero · e4 pedone del nero · f4 torre del bianco · b3 pedone del nero · b2 pedone del nero · d2 pedone del bianco · f2 pedone del bianco · a1 alfiere del nero · b1 donna del bianco | a8 cavallo del nero · g8 re del bianco · c7 pedone del nero · b6 pedone del nero · c6 alfiere del bianco · f6 pedone del nero · a5 alfiere del bianco · b5 cavallo del bianco · f5 pedone del nero · a4 re del nero · e4 pedone del nero · f4 torre del bianco · b3 pedone del nero · b2 pedone del nero · d2 pedone del bianco · f2 pedone del bianco · a1 alfiere del nero · b1 donna del bianco | a8 cavallo del nero · g8 re del bianco · c7 pedone del nero · b6 pedone del nero · c6 alfiere del bianco · f6 pedone del nero · a5 alfiere del bianco · b5 cavallo del bianco · f5 pedone del nero · a4 re del nero · e4 pedone del nero · f4 torre del bianco · b3 pedone del nero · b2 pedone del nero · d2 pedone del bianco · f2 pedone del bianco · a1 alfiere del nero · b1 donna del bianco | a8 cavallo del nero · g8 re del bianco · c7 pedone del nero · b6 pedone del nero · c6 alfiere del bianco · f6 pedone del nero · a5 alfiere del bianco · b5 cavallo del bianco · f5 pedone del nero · a4 re del nero · e4 pedone del nero · f4 torre del bianco · b3 pedone del nero · b2 pedone del nero · d2 pedone del bianco · f2 pedone del bianco · a1 alfiere del nero · b1 donna del bianco | a8 cavallo del nero · g8 re del bianco · c7 pedone del nero · b6 pedone del nero · c6 alfiere del bianco · f6 pedone del nero · a5 alfiere del bianco · b5 cavallo del bianco · f5 pedone del nero · a4 re del nero · e4 pedone del nero · f4 torre del bianco · b3 pedone del nero · b2 pedone del nero · d2 pedone del bianco · f2 pedone del bianco · a1 alfiere del nero · b1 donna del bianco | 4 |
| 3 | a8 cavallo del nero · g8 re del bianco · c7 pedone del nero · b6 pedone del nero · c6 alfiere del bianco · f6 pedone del nero · a5 alfiere del bianco · b5 cavallo del bianco · f5 pedone del nero · a4 re del nero · e4 pedone del nero · f4 torre del bianco · b3 pedone del nero · b2 pedone del nero · d2 pedone del bianco · f2 pedone del bianco · a1 alfiere del nero · b1 donna del bianco | a8 cavallo del nero · g8 re del bianco · c7 pedone del nero · b6 pedone del nero · c6 alfiere del bianco · f6 pedone del nero · a5 alfiere del bianco · b5 cavallo del bianco · f5 pedone del nero · a4 re del nero · e4 pedone del nero · f4 torre del bianco · b3 pedone del nero · b2 pedone del nero · d2 pedone del bianco · f2 pedone del bianco · a1 alfiere del nero · b1 donna del bianco | a8 cavallo del nero · g8 re del bianco · c7 pedone del nero · b6 pedone del nero · c6 alfiere del bianco · f6 pedone del nero · a5 alfiere del bianco · b5 cavallo del bianco · f5 pedone del nero · a4 re del nero · e4 pedone del nero · f4 torre del bianco · b3 pedone del nero · b2 pedone del nero · d2 pedone del bianco · f2 pedone del bianco · a1 alfiere del nero · b1 donna del bianco | a8 cavallo del nero · g8 re del bianco · c7 pedone del nero · b6 pedone del nero · c6 alfiere del bianco · f6 pedone del nero · a5 alfiere del bianco · b5 cavallo del bianco · f5 pedone del nero · a4 re del nero · e4 pedone del nero · f4 torre del bianco · b3 pedone del nero · b2 pedone del nero · d2 pedone del bianco · f2 pedone del bianco · a1 alfiere del nero · b1 donna del bianco | a8 cavallo del nero · g8 re del bianco · c7 pedone del nero · b6 pedone del nero · c6 alfiere del bianco · f6 pedone del nero · a5 alfiere del bianco · b5 cavallo del bianco · f5 pedone del nero · a4 re del nero · e4 pedone del nero · f4 torre del bianco · b3 pedone del nero · b2 pedone del nero · d2 pedone del bianco · f2 pedone del bianco · a1 alfiere del nero · b1 donna del bianco | a8 cavallo del nero · g8 re del bianco · c7 pedone del nero · b6 pedone del nero · c6 alfiere del bianco · f6 pedone del nero · a5 alfiere del bianco · b5 cavallo del bianco · f5 pedone del nero · a4 re del nero · e4 pedone del nero · f4 torre del bianco · b3 pedone del nero · b2 pedone del nero · d2 pedone del bianco · f2 pedone del bianco · a1 alfiere del nero · b1 donna del bianco | a8 cavallo del nero · g8 re del bianco · c7 pedone del nero · b6 pedone del nero · c6 alfiere del bianco · f6 pedone del nero · a5 alfiere del bianco · b5 cavallo del bianco · f5 pedone del nero · a4 re del nero · e4 pedone del nero · f4 torre del bianco · b3 pedone del nero · b2 pedone del nero · d2 pedone del bianco · f2 pedone del bianco · a1 alfiere del nero · b1 donna del bianco | a8 cavallo del nero · g8 re del bianco · c7 pedone del nero · b6 pedone del nero · c6 alfiere del bianco · f6 pedone del nero · a5 alfiere del bianco · b5 cavallo del bianco · f5 pedone del nero · a4 re del nero · e4 pedone del nero · f4 torre del bianco · b3 pedone del nero · b2 pedone del nero · d2 pedone del bianco · f2 pedone del bianco · a1 alfiere del nero · b1 donna del bianco | 3 |
| 2 | a8 cavallo del nero · g8 re del bianco · c7 pedone del nero · b6 pedone del nero · c6 alfiere del bianco · f6 pedone del nero · a5 alfiere del bianco · b5 cavallo del bianco · f5 pedone del nero · a4 re del nero · e4 pedone del nero · f4 torre del bianco · b3 pedone del nero · b2 pedone del nero · d2 pedone del bianco · f2 pedone del bianco · a1 alfiere del nero · b1 donna del bianco | a8 cavallo del nero · g8 re del bianco · c7 pedone del nero · b6 pedone del nero · c6 alfiere del bianco · f6 pedone del nero · a5 alfiere del bianco · b5 cavallo del bianco · f5 pedone del nero · a4 re del nero · e4 pedone del nero · f4 torre del bianco · b3 pedone del nero · b2 pedone del nero · d2 pedone del bianco · f2 pedone del bianco · a1 alfiere del nero · b1 donna del bianco | a8 cavallo del nero · g8 re del bianco · c7 pedone del nero · b6 pedone del nero · c6 alfiere del bianco · f6 pedone del nero · a5 alfiere del bianco · b5 cavallo del bianco · f5 pedone del nero · a4 re del nero · e4 pedone del nero · f4 torre del bianco · b3 pedone del nero · b2 pedone del nero · d2 pedone del bianco · f2 pedone del bianco · a1 alfiere del nero · b1 donna del bianco | a8 cavallo del nero · g8 re del bianco · c7 pedone del nero · b6 pedone del nero · c6 alfiere del bianco · f6 pedone del nero · a5 alfiere del bianco · b5 cavallo del bianco · f5 pedone del nero · a4 re del nero · e4 pedone del nero · f4 torre del bianco · b3 pedone del nero · b2 pedone del nero · d2 pedone del bianco · f2 pedone del bianco · a1 alfiere del nero · b1 donna del bianco | a8 cavallo del nero · g8 re del bianco · c7 pedone del nero · b6 pedone del nero · c6 alfiere del bianco · f6 pedone del nero · a5 alfiere del bianco · b5 cavallo del bianco · f5 pedone del nero · a4 re del nero · e4 pedone del nero · f4 torre del bianco · b3 pedone del nero · b2 pedone del nero · d2 pedone del bianco · f2 pedone del bianco · a1 alfiere del nero · b1 donna del bianco | a8 cavallo del nero · g8 re del bianco · c7 pedone del nero · b6 pedone del nero · c6 alfiere del bianco · f6 pedone del nero · a5 alfiere del bianco · b5 cavallo del bianco · f5 pedone del nero · a4 re del nero · e4 pedone del nero · f4 torre del bianco · b3 pedone del nero · b2 pedone del nero · d2 pedone del bianco · f2 pedone del bianco · a1 alfiere del nero · b1 donna del bianco | a8 cavallo del nero · g8 re del bianco · c7 pedone del nero · b6 pedone del nero · c6 alfiere del bianco · f6 pedone del nero · a5 alfiere del bianco · b5 cavallo del bianco · f5 pedone del nero · a4 re del nero · e4 pedone del nero · f4 torre del bianco · b3 pedone del nero · b2 pedone del nero · d2 pedone del bianco · f2 pedone del bianco · a1 alfiere del nero · b1 donna del bianco | a8 cavallo del nero · g8 re del bianco · c7 pedone del nero · b6 pedone del nero · c6 alfiere del bianco · f6 pedone del nero · a5 alfiere del bianco · b5 cavallo del bianco · f5 pedone del nero · a4 re del nero · e4 pedone del nero · f4 torre del bianco · b3 pedone del nero · b2 pedone del nero · d2 pedone del bianco · f2 pedone del bianco · a1 alfiere del nero · b1 donna del bianco | 2 |
| 1 | a8 cavallo del nero · g8 re del bianco · c7 pedone del nero · b6 pedone del nero · c6 alfiere del bianco · f6 pedone del nero · a5 alfiere del bianco · b5 cavallo del bianco · f5 pedone del nero · a4 re del nero · e4 pedone del nero · f4 torre del bianco · b3 pedone del nero · b2 pedone del nero · d2 pedone del bianco · f2 pedone del bianco · a1 alfiere del nero · b1 donna del bianco | a8 cavallo del nero · g8 re del bianco · c7 pedone del nero · b6 pedone del nero · c6 alfiere del bianco · f6 pedone del nero · a5 alfiere del bianco · b5 cavallo del bianco · f5 pedone del nero · a4 re del nero · e4 pedone del nero · f4 torre del bianco · b3 pedone del nero · b2 pedone del nero · d2 pedone del bianco · f2 pedone del bianco · a1 alfiere del nero · b1 donna del bianco | a8 cavallo del nero · g8 re del bianco · c7 pedone del nero · b6 pedone del nero · c6 alfiere del bianco · f6 pedone del nero · a5 alfiere del bianco · b5 cavallo del bianco · f5 pedone del nero · a4 re del nero · e4 pedone del nero · f4 torre del bianco · b3 pedone del nero · b2 pedone del nero · d2 pedone del bianco · f2 pedone del bianco · a1 alfiere del nero · b1 donna del bianco | a8 cavallo del nero · g8 re del bianco · c7 pedone del nero · b6 pedone del nero · c6 alfiere del bianco · f6 pedone del nero · a5 alfiere del bianco · b5 cavallo del bianco · f5 pedone del nero · a4 re del nero · e4 pedone del nero · f4 torre del bianco · b3 pedone del nero · b2 pedone del nero · d2 pedone del bianco · f2 pedone del bianco · a1 alfiere del nero · b1 donna del bianco | a8 cavallo del nero · g8 re del bianco · c7 pedone del nero · b6 pedone del nero · c6 alfiere del bianco · f6 pedone del nero · a5 alfiere del bianco · b5 cavallo del bianco · f5 pedone del nero · a4 re del nero · e4 pedone del nero · f4 torre del bianco · b3 pedone del nero · b2 pedone del nero · d2 pedone del bianco · f2 pedone del bianco · a1 alfiere del nero · b1 donna del bianco | a8 cavallo del nero · g8 re del bianco · c7 pedone del nero · b6 pedone del nero · c6 alfiere del bianco · f6 pedone del nero · a5 alfiere del bianco · b5 cavallo del bianco · f5 pedone del nero · a4 re del nero · e4 pedone del nero · f4 torre del bianco · b3 pedone del nero · b2 pedone del nero · d2 pedone del bianco · f2 pedone del bianco · a1 alfiere del nero · b1 donna del bianco | a8 cavallo del nero · g8 re del bianco · c7 pedone del nero · b6 pedone del nero · c6 alfiere del bianco · f6 pedone del nero · a5 alfiere del bianco · b5 cavallo del bianco · f5 pedone del nero · a4 re del nero · e4 pedone del nero · f4 torre del bianco · b3 pedone del nero · b2 pedone del nero · d2 pedone del bianco · f2 pedone del bianco · a1 alfiere del nero · b1 donna del bianco | a8 cavallo del nero · g8 re del bianco · c7 pedone del nero · b6 pedone del nero · c6 alfiere del bianco · f6 pedone del nero · a5 alfiere del bianco · b5 cavallo del bianco · f5 pedone del nero · a4 re del nero · e4 pedone del nero · f4 torre del bianco · b3 pedone del nero · b2 pedone del nero · d2 pedone del bianco · f2 pedone del bianco · a1 alfiere del nero · b1 donna del bianco | 1 |
|   | a | b | c | d | e | f | g | h |   |

Soluzione:
1. Tf3!  (min. 2. Da2+ bxa2 3. Ta3#)
1. ... Rxa5  2. Txb3 ...  3. Da2#

1. ... e3  2. Ac3 ...  3. Tf4#

1. ... exf3  2. Ac3 f4  3. De4#